# Fehmii perrieri
Fehmii perrieri är en skalbaggsart som först beskrevs av Leon Fairmaire 1900.  Fehmii perrieri ingår i släktet Fehmii och familjen långhorningar.
Artens utbredningsområde är Madagaskar. Inga underarter finns listade i Catalogue of Life.